# Școala primară din Cuhureștii de Sus
Școala primară este o clădire amplasată în Cuhureștii de Sus, raionul Florești, Republica Moldova. Este un monument arhitectural de importanță națională inclus în Registrul monumentelor Republicii Moldova ocrotite de stat cu nr. 219 (raionul Camenca). Datează de la înc. sec. XX.